# Mundão
Mundão is een plaats (freguesia) in de Portugese gemeente Viseu en telt 1703 inwoners (2001).